# Christian Mazzuca
Christian Mazzuca (* 19. April 1970 in La Plata) ist ein argentinischer Maler und Komponist.

## Biografie
Mazzuca begann seine Ausbildung als Maler bereits im Alter von sieben Jahren bei Oscar Levaggi und Alicia Sottile. Er studierte Zeichnen und Skulptur bei Rubén Elosegui und war Schüler von Aurelio Machi. 1988 schloss er sein Studium an der Kunsthochschule Francisco A. De Santo der Universidad Nacional de La Plata als Kunstlehrer mit dem Grad eines Bachelor ab.
Er hatte Einzelausstellungen in La Plata (u. a. im Palacio Municipal, bei der Fundación Centro de Artes Visuales und im Museo de Arte "Fra Angelico"), in der Galerie Kenmin Hall in Kanagawa, im Lewisham Arthouse in London, am Sitz der UNESCO in Paris und am Sitz der UNICEF in New York.
Daneben absolvierte Mazzuca eine Ausbildung am Conservatorio Provincial Gilardo Gilardi. Er studierte Komposition bei Oreste Chlopecki, Klavier bei Elsa Carranza und Jazz bei Pepe Angelillo.

## Gemälde
- Desnudo II, 2003
- Desnudo en cuclillas, 2003, 2007
- Mujer, 2005
- Mujer II, 2005
- Desnudo, 2006
- El Desgarro, 2007
- Desnudo en cuclillas 2, 2007
- Desnudo en cuclillas 3, 2007
- Tatiana y Sofía, 2009-10
- Tatiana y Sofía 2, 2009-10
- Tatiana y Sofía 3, 2009-10
- Tatiana y Sofía 4, 2009-10
- La hendidura, 2009-10
- Desnudo en cuclillas II, 2009-10
- Desnudo en cuclillas III, 2009-10
- Tiziana, 2009-10
- Retrato de mi padre, 2009-10
- La Desgarradura, 2009-10

## Kompositionen
- Sonata para piano, 2002
- Suite argentina para piano, 2002
- Sonata para flauta y piano, 2002
- Suite argentina para orquestra, 2002